# Rafael Guanaes
Rafael Silva Guanaes, mais conhecido como Rafael Guanaes (São Paulo, 27 de março de 1981) é um treinador e ex-futebolista brasileiro. Atualmente comanda o Mirassol.

## Carreira como jogador
Nas categorias de base, atuou no meio de campo do Palmeiras, Corinthians e Campbell University, time universitário dos Estados Unidos.
Revelado pelo Nacional-SP,  atuou entre 1999 e 2000 no clube paulista.
Em 2009, voltou ao futebol, atuando pelo Joseense, onde se aposentou.

## Carreira como treinador
É formado em Educação Física nos Estados Unidos, na Campbell University, onde jogou futebol universitário.

### Atlético Joseense
Aos 29 anos, iniciou a carreira de técnico no Atlético Joseense, presidido por seu pai, Nelson Guanaes.
Conseguiu, em 2012, o acesso para a Série A3 Paulista e ao final da A3 de 2014, deixou o clube.

### União São João
Em 6 de agosto de 2014, foi anunciado pelo União São João e meses depois, foi demitido.

### São Carlos
Em 2 de dezembro de 2014, foi anunciado como treinador do São Carlos.
Sob seu comando, o time foi campeão da segunda divisão 2015.

### Votuporanguense
Guanaes comandou a equipe na conquista do título da Copa Paulista, em 2018.

### Athletico Paranaense
Em dezembro de 2018, após ser campeão da Copa Paulista pelo Votuporanguense, foi anunciado como treinador da equipe de aspirantes do Athletico Paranaense.
Em 2019, comandando o sub-23 do clube (time alternativo que disputou o campeonato paranaense), foi campeão do Campeonato Paranaense de Futebol de 2019.
Também comando o time na Copa São Paulo de Futebol Júnior em 2020, além de conquistar o vice-campeonato do Brasileirão Sub-20 em janeiro de 2021.

### Sampaio Corrêa
Em 5 de fevereiro de 2021, foi anunciado como novo treinador do Sampaio Corrêa, deixando o Furacão após 2 anos e 3 meses.
Na primeira temporada pelo clube, foi campeão do Campeonato Maranhense em 2021.

### Tombense
Em 29 de abril de 2021, foi anunciado como novo treinador da Tombense para a disputa das semifinais do Campeonato Mineiro e do Campeonato Brasileiro - Série C, assinando contrato com o clube até novembro desse ano.
Com o clube, ficou na segunda colocação da Série C do Brasileirão.
Foi demitido em fevereiro de 2022, após acumular quatro derrotas seguidas no Campeonato Mineiro.

### Cruzeiro
Em fevereiro de 2022, iniciou a temporada como auxiliar técnico do Cruzeiro ao lado do treinador Paulo Pezzolano.

### Novorizontino
Em 21 de junho de 2022, foi anunciado como técnico do Novorizontino. Deixou o clube em 3 de setembro, após 15 jogos no comando, onde obteve cinco vitórias, quatro empates e seis derrotas, um aproveitamento de 42,2%.

### Operário Ferroviário
Em novembro de 2022, assume o Operário Ferroviário.

### Mirassol
Em Março de 2025, assumiu o comando técnico do Mirassol Futebol Clube.
O técnico está sendo o responsável pela ótima campanha da equipe do interior  paulista no Campeonato Brasileiro de 2025, onde o clube está disputando na parte de cima da tabela, derrotando clubes como Grêmio, Corinthians, São Paulo e Santos e chamando a atenção da imprensa esportiva nacional e até internacional. 

## Títulos

### Como treinador
Sampaio Corrêa
- Campeonato Maranhense: 2021

Athletico Paranaense
- Campeonato Paranaense: 2019
- Taça Dirceu Krüger: 2019

Votuporanguense
- Copa Paulista: 2018

São Carlos
- Campeonato Paulista - Série B: 2015